# Улица Вайнера (Екатеринбург)
Улица Ва́йнера (прежние названия: Манако́ва, Дени́сова, примерно с 1845 — Успе́нская) — улица в Центральном районе Екатеринбурга. Пролегает от ул. Антона Валека до ул. Куйбышева. Дома 1—7, 2—6 — в Верх-Исетском административном районе, 9—55, 8—72 — Ленинском районе. Наиболее протяжённая часть улицы между проспектом Ленина и улицей Куйбышева является пешеходной, неофициально именуется «Уральский Арбат». Современное название улица получила в 1919 году по фамилии большевика Л. И. Вайнера.

## История и архитектура
Улица Вайнера — одна из старейших в городе. Первые упоминания о ней как улице относятся к 1740-х годам: в это время она повторяла скошенность новой крепостной линии города в направлении северо-запад — юго-восток. В начале XIX века улица получила новое название — Успенская (по церкви Успения Божьей Матери в Ново-Тихвинском женском монастыре, которая просматривалась в перспективе улицы). В XIX—XX веках Успенская улица была одной из главных торговых улиц Екатеринбурга. По ней располагались торговые дома, магазины и лавки братьев Агафуровых (д. 16, кон. XIX в., дом купцов Дмитриевых, 1886, перестроен в 1906, архитектор К. А. Полков, «кирпичный стиль», с нач. XX в. купцы открыли магазины и в д. 18—20), Второва (д. 10), Д. Г. Ижболдина (д.8, с магазинами), Афониной, книжные магазины товариществ Сытина, «Польза», потребительское и Страховое общество «Россия» (д.12, дом Е.Е. Емельянова, 1897, архитектор А. И. Черданцев, "эклектика"), страховое общество «Русский Ллойд» (д. 16), гостиница «Волга», частная женская гимназия Румянцевой (современный Театральный институт, д. 2).
На современной улице Вайнера, сохранившей своё торговое значение, находится ряд памятников старинной архитектуры, взятых под охрану государства: здание товарной биржи (здание «Пассажа», 1916, архитектор К. Т. Бабыкин, 8 марта 2012 началась реконструкция, превратившаяся фактически в снос здания и вырубку сквера, вызвавшие бурные дискуссии и протесты горожан), здание типографии «Гранит» (д. 11, 1914, стиль «модерн», архитектор К. Т. Бабыкин, с 1936 — Картинная галерея, с 2021 года после завершения реконструкции — культурно-просветительский центр «Эрмитаж-Урал»), дом почётного гражданина Е. А. Телегина (д. 14), особняки и усадьбы Е. А. Хребтовой (д. 26, перестроен к 1876, в духе эклектики), Н. В. Лазарева, П. Ф. Блинова (д. 38, 1912-16, стиль «Модерн»), Косминых, В. В. Комиссарова, С. Ф. Фофанова (д. 64), В. Я. Атаманова (д. 2), В. И. Логинова (д. 18).
В 1930 сдан 5-этажный кирпичный Пятый Дом Горсовета (в стиле «конструктивизм»), главный фасад которого отличается повышенными объёмами лестничных клеток с вертикалями сплошного остекления и балконами на открытых смещением участках торцов. Первый этаж фасада выделяется непрерывным рядом витринных окон и междуэтажным карнизом, в нём размещен «Гастроном № 1». Во дворе дома находился фонтан (ещё работал в 1980-х, позже снесён). В 1937 — 5-эт. кирпичный дом № 37. В д. 16 открылся магазин «Детский мир» (до конца 1990-х), универмаг «Пассаж» (в 2012 фактически полностью снесенный). В здании бывшего Русско-Азиатского банка расположен Свердлсоцбанк, рядом с Музеем изобразительных искусств — Государственный архив Свердловской области. В здании бывшего страхового общества «Россия» в 1928 году выступал В. В. Маяковский, в издательстве «Уралогиз» (Вайнера, 16) печатались первые книги П. П. Бажова. В перестроенном доме Второва в 1930—90 работал Свердловский академический театр драмы.
С 1992 часть улицы между пр. Ленина и ул. Малышева была заполонена киосками и ларьками. К 2003 г. эта часть улицы была реконструирована в виде пешеходной зоны «Уральский Арбат». В 2006—14 пешеходной стала и оставшаяся к югу часть улицы.
В 1999 сдан 14-этажный жилой кирпичный дом № 15. В 2004 — 16-этажный жилой дом с офисными помещениями «Кольцо Екатерины». В 2009 — 18-этажный д. 60. С 2006 почти всю нечетную сторону улицы от Радищева до Куйбышева поглотил разросшийся ТРЦ «Гринвич» (2006—14), ради его строительства в 2007 был снесен д. 37, двухэтажные дома № 29 и 49.
С 2006 года на улице появился целый ряд городских скульптур: «Велосипедист Артамонов» (первоначально находилась у западного входа в старый Пассаж; при его реконструкции скульптура была перенесена и теперь находится немного севернее перекрёстка с ул. Радищева); «Друзья» (на перекрёстке с ул. Попова), «Коробейник» (немного севернее перекрёстка с ул. Малышева), «Влюблённые» (на перекрёстке с ул. Малышева), «Банкир и его машина с шофёром» (чуть южнее «Влюблённых»), «Гена Букин» и «Майкл Джексон» (последние две скульптуры находятся рядом друг с другом чуть южнее перекрёстка с ул. Радищева)
После установки медиаэкрана вблизи торгового центра «Пассаж», улица стала привлекать маргинальные и люмпенизированные слои общества, что вызывает недовольство предпринимателей, жителей и гостей Екатеринбурга.

## Галерея

Скульптура «Друзья»
Памятник Гене Букину
Скульптура «Влюблённые»
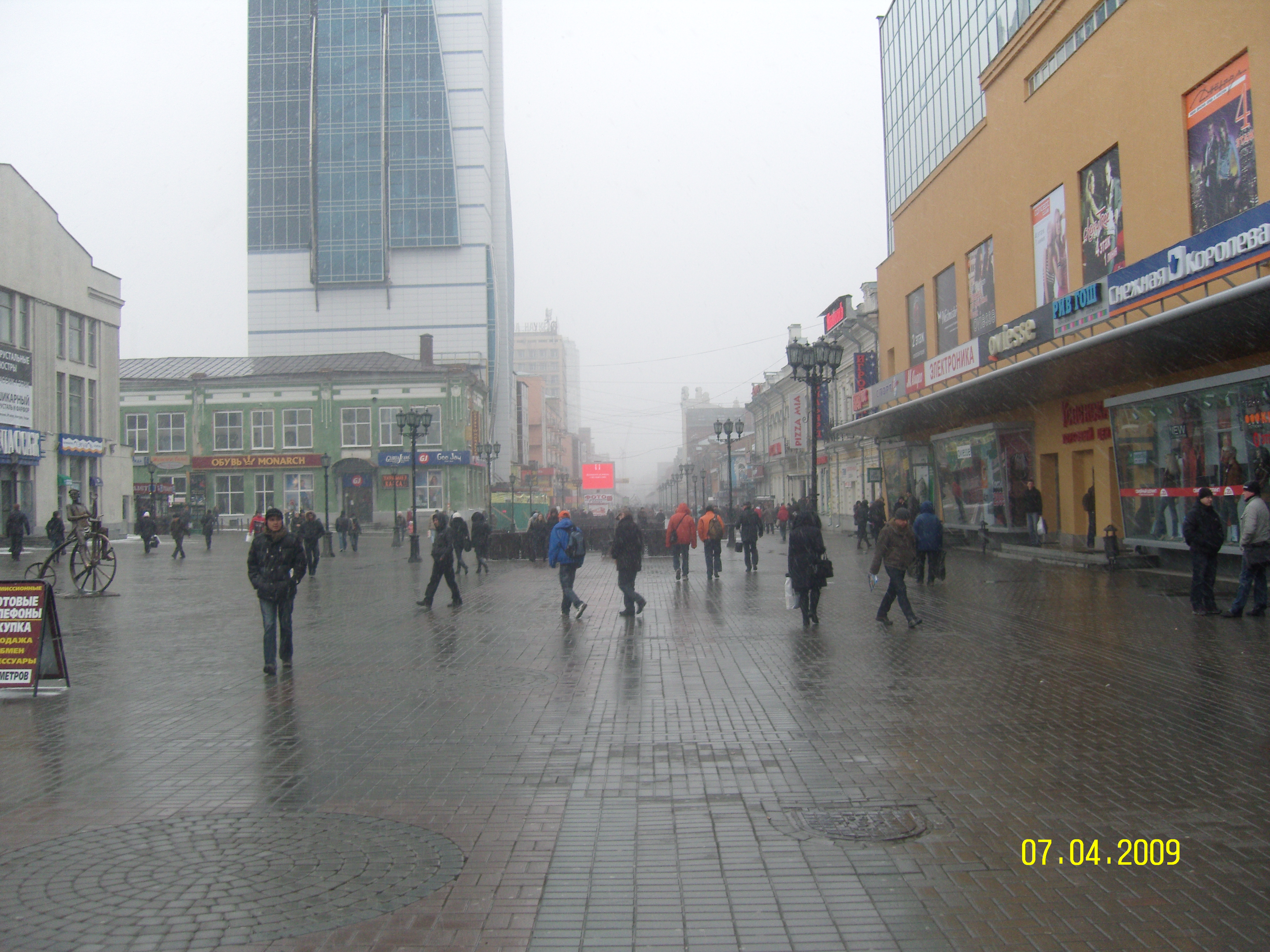
Вид на улицу Вайнера (на юг) с перекрёстка Вайнера-Ленина, слева — ещё сохранившееся здание «Пассажа».
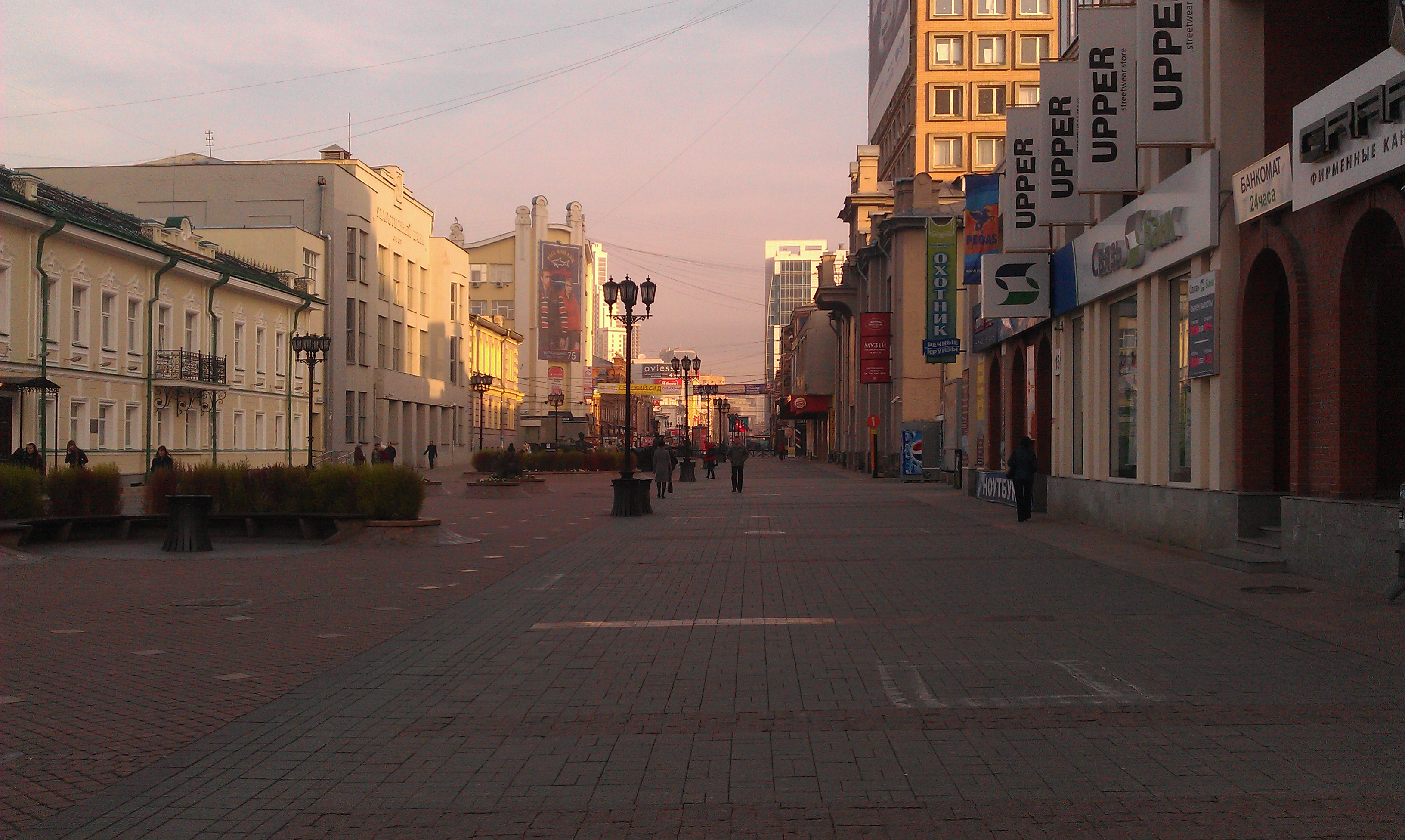
Утренняя улица.
Памятник Майклу Джексону
Скульптура «Коробейник»
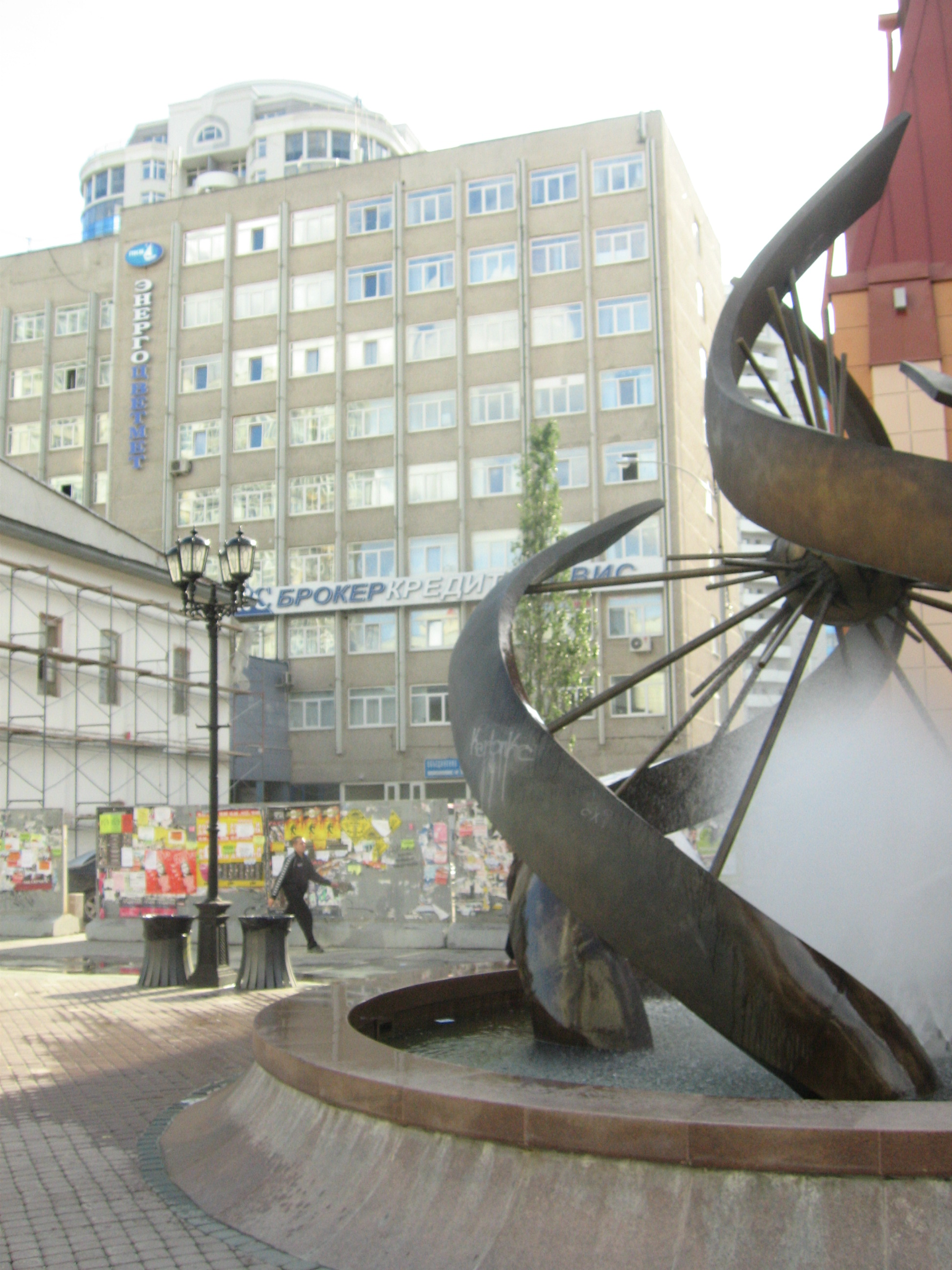
Фонтан